# Copa de Islas Feroe 2015
La Copa de las Islas Feroe 2015 o Løgmanssteypid 2015 fue la 60ª edición de dicho torneo. Participaron dieciocho clubes; el torneo empezó con la ronda preliminar el 06 de abril de 2015 y concluyó el 29 de agosto de 2015 con la final en el Estadio de Tórsvøllur en la que el Víkingur se impuso por 3-0 al NSÍ Runavík y de esta manera su quinta Copa de las Islas Feroe, la cuarta de manera consecutiva. Además se aseguró un cupo en la Liga Europea de la UEFA 2016-17
En el torneo solo participaron los primeros equipos mas no los equipos B o reserva. La ronda preliminar la jugaron los equipos de la 3. Deild, 2. Deild y un equipo de la 1. Deild; los demás clubes arrancaran directamente en los octavos de final

## Equipos participantes
- CV : Campeón de la Copa de las Islas Feroe 2014
- Los equipos en cursiva jugaron la ronda preliminar

### Effodeildin
| - AB Argir - B36 Tórshavn - EB/Streymur - FC Suðuroy | - HB Tórshavn - ÍF Fuglafjørður - KÍ Klaksvík | - NSÍ Runavík - TB Tvøroyri - Víkingur GøtaCV |

### 1.Deild
| - 07 Vestur - B68 Toftir - B71 Sandur | - MB Midvágur - Skála ÍF |

### 2.Deild
| - FC Hoyvík | - Royn Hvalba |

### 3.Deild
- Undrid Tórshavn

## Ronda Preliminar
| Sábado 28 de marzo de 2015 | Royn Hvalba | 0:1     | 07 Vestur | Á Skørðunum, Hvalba |  |
|                            |             | Reporte |           |                     |  |

| Miércoles 1 de abril de 2015 | Undrid Tórshavn | 0:5     | FC Hoyvík | Gundadalur, Tórshavn |  |
|                              |                 | Reporte |           |                      |  |

## Etapas finales

### Octavos de final
| Lunes 6 de abril de 2015 | ÍF Fuglafjørður | 5:0     | B71 Sandur | Fuglafjørdur, Fuglafjørður |  |
|                          |                 | Reporte |            |                            |  |

| Lunes 6 de abril de 2015 | Víkingur | 4:0     | B68 Toftir | Serpugerdi, Norðragøta |  |
|                          |          | Reporte |            |                        |  |

| Lunes 6 de abril de 2015 | B36 Tórshavn | 2:1     | TB Tvøroyri | Gundadalur, Tórshavn |  |
|                          |              | Reporte |             |                      |  |

| Lunes 6 de abril de 2015 | EB/Streymur | 3:2     | KÍ Klaksvík | Við Margáir, Streymnes |  |
|                          |             | Reporte |             |                        |  |

| Lunes 6 de abril de 2015 | NSÍ Runavík | 2:1     | FC Suðuroy | við Løkin, Runavík |  |
|                          |             | Reporte |            |                    |  |

| Lunes 6 de abril de 2015 | 07 Vestur | 1:2     | AB Argir | á Dungasandi, Sørvágur |  |
|                          |           | Reporte |          |                        |  |

| Lunes 6 de abril de 2015 | MB Midvágur | 0:3     | FC Hoyvík | Við Kirkju, Miðvágur |  |
|                          |             | Reporte |           |                      |  |

| Lunes 6 de abril de 2015 | HB Tórshavn | 1:0     | Skála ÍF | Gundadalur, Tórshavn |  |
|                          |             | Reporte |          |                      |  |

### Cuartos de final
| Martes 21 de abril de 2015 | ÍF Fuglafjørður | 3:3 (t. s.)(8:9 p.) | Víkingur | á Fløtugerði, Fuglafjørður |  |
|                            |                 | Reporte             |          |                            |  |

| Miércoles 22 de abril de 2015 | B36 Tórshavn | 4:0     | EB/Streymur | Gundadalur, Tórshavn |  |
|                               |              | Reporte |             |                      |  |

| Miércoles 22 de abril de 2015 | NSÍ Runavík | 2:2 (t. s.)(5:4 p.) | AB Argir | við Løkin, Runavík |  |
|                               |             | Reporte             |          |                    |  |

| Miércoles 22 de abril de 2015 | FC Hoyvík | 1:4     | HB Tórshavn | Gundadalur Niðari vøllur, Tórshavn |  |
|                               |           | Reporte |             |                                    |  |

### Semifinal

#### Víkingur Gøta - B36 Tórshavn
| Jueves 21 de mayo del 15 | Víkingur | 0:1     | B36 Tórshavn | Sarpugerði, Norðragøta |  |
|                          |          | Reporte |              |                        |  |

| Miércoles 3 de junio del 15     | B36 Tórshavn | 0:2     | Víkingur | Gundadalur, Tórshavn |  |
|                                 |              | Reporte |          |                      |  |
| Víkingur Gøta gana la serie 2:1 |              |         |          |                      |  |

#### NSÍ Runavík - HB Tórshavn
| Jueves 21 de mayo del 15 | NSÍ Runavík | 1:0     | HB Tórshavn | við Løkin, Runavík |  |
|                          |             | Reporte |             |                    |  |

| Jueves 4 de junio del 15      | HB Tórshavn | 0:1     | NSÍ Runavík | Gundadalur, Tórshavn |  |
|                               |             | Reporte |             |                      |  |
| NSÍ Runavík gana la serie 2:0 |             |         |             |                      |  |

### Final
| Sábado 29 de agosto del 15 | Víkingur | 3:0     | NSÍ Runavík | Tórsvøllur, Tórshavn |  |
|                            |          | Reporte |             |                      |  |

|                     |
| Campeón Víkingur 5° |

## Clasificado a la Liga Europea de la UEFA 2016-17
| Víkingur |